# Église Saint-Martin de Chassepierre
Pour les articles homonymes, voir Église Saint-Martin.
L’église Saint-Martin de Chassepierre se trouve dans le village belge de Chassepierre dans la commune de Florenville, au sud-ouest de la province de Luxembourg.
Construite en 1702 sur une petite butte au centre du village et consacrée le 18 septembre 1731, l'église actuelle est la troisième église bâtie à cet emplacement. L'édifice est entouré par un vieux cimetière  désaffecté. Le cimetière, l'église et son enceinte ont été classés le 30 juin 1994 par la Région wallonne.

## Histoire
L’église actuelle est construite en 1702 à la même place qu'une église primitive mais dans une autre orientation ; l’église précédente ayant été détruite car elle était insalubre. Peu après, un parvis d’entrée rectangulaire est annexé à la base de la tour et en 1898, une sacristie rectangulaire est ajoutée à la façade nord (dessinée par l’architecte Wurth). Ils sont tous deux en moellons et leur toit est en ardoises. En 1793, certains vitraux portant les armoiries des princes de Loewenstein sont détruits ainsi que les armoiries en bas-relief se trouvant sur la façade principale de la tour ; ceci afin de faire disparaitre, peu après la révolution française, toutes les marques de l’ancien régime. Les vitraux seront remplacés (tous sauf celui de l’abside) peu de temps après mais en 2009 l’un de ceux-ci (chœur de la façade nord) est brisé lors d’un cambriolage.
Les grandes dalles de calcaire qui pavaient l’église ont été remplacées par du carrelage en céramique : tout d’abord celles du chœur, en 1866, par des carrelages noirs et blancs avec au centre de la pièce une étoile blanche et rouge dans un rond noir, lui-même dans un rond rouge ; puis, en 1932, celles de la nef sont changées par du carrelage rouge foncé, rouge clair et blanc. Seul le plancher de l’ancienne sacristie et le dallage de la tour sont d’origine.
En 1932, l’escalier qui se trouvait dans la nef est détruit et ce afin d’en construire un nouveau dans la tour. Il permet d’atteindre le jubé en bois construit la même année. En 1962, toutes les peintures sont refaites (mobilier et immobilier). Les murs intérieurs qui étaient blancs, sont repeints en gris clair. Peu avant 1969, l’ordonnance du chœur est légèrement modifiée afin « de se conformer aux nouvelles dispositions prises pour l’exercice du culte », notamment par la suppression des balustrades qui séparent la nef du chœur.
En 1979, des travaux sont réalisés afin d’installer le chauffage. Il y a quelques années[Quand ?], toute l’électricité a été renouvelée dans l’église. Ces travaux ont une répercussion sur l’état de conservation du bâtiment.

## Description
L’église est une église halle, c’est-à-dire que « la nef et les collatéraux sont de largeur et de hauteur égales et communiquent entre elles sur toute cette hauteur »[réf. nécessaire]. Elle est orientée vers l’Est. La tour s’ouvre sur une large nef. Cette dernière s’ouvre à son tour sur le chœur. Le narthex est carré et plus petit que la nef. Le chœur est légèrement plus étroit que la nef bien que de même hauteur et se termine en abside semi-hexagonale. La tour est carrée et moins large que la nef. Le chevet est plus étroit que la nef.
L’église est bâtie en calcaire sableux du Sémurien et en calcaire du Bajocien et le toit, moyennement incliné ainsi que le clocher sont en  ardoise. La tour se trouve à l’Ouest et est divisée en trois registres dont le deuxième fait trois fois la taille des deux autres.
La façade principale est gravée des armoiries des princes de Loewenstein représentant une couronne supportée par deux lions. Juste au-dessus, le millésime 1702 est gravé. L’année de construction apparait une nouvelle fois au-dessus de cette dernière. La tour se termine par un clocher bulbeux recouvert d’ardoise. C’est un prisme hexagonal dont chaque côté ressemble à un « S », « il est surmonté d’une flèche à double collerette et est terminé par un épi piriforme ».
La nef et le chœur sont plus bas que la tour. Quatre vitraux se répartissent, sur  chacune des façades, à intervalles réguliers. Ils sont en plein cintre et arborent les armoiries des princes de Loewenstein. Le chevet est de même hauteur que la nef. Il se compose d’un chœur qui possède un vitrail sur chacun de ses côtés et d’une abside à trois pans de tailles égales. Le chœur possède un vitrail sur chacun de ses côtés : ils sont identiques à ceux de la nef. L’abside n’est pourvue que d’un vitrail, qui se trouve dans le pan du milieu, il est de taille plus petite et son verre est de couleur verte. Au-dessus de la fenêtre s’inscrit à nouveau la date de construction du lieu de culte : 1702. La nef et le chevet sont peints en blanc, le dallage est en calcaire. Le plafond de la nef est une voûte en berceau. L’embrasure des fenêtres est fort large. Le plafond est paré d’arc sur croisée d’ogives quadripartites et d’une moitié sexpartites. La voûte et l’arc sont séparés par un arc en plein cintre.
Pour atteindre le chœur, deux marches de la largeur du chœur doivent être empruntées. Une balustrade en fer forgé de plus ou moins un mètre de hauteur, sépare le chœur de la nef. Des lambris recouvrent le tiers inférieur des murs du chœur. Les lambris sont divisés en trois registres. Celui du bas est simple. Le registre du milieu est le plus large ; il est formé de douze caissons (six de chaque côté). Ceux-ci sont séparés par de petites colonnes à base carrée en bas-relief. Au-dessus, le dernier registre, plus petit que les deux autres, est simple. Seuls quelques carrés en bas-relief ressortent. Les deux tiers supérieurs quant à eux sont peints en blanc.L’abside sert de sacristie ; elle est donc séparée du cœur grâce à l’autel principal entouré de deux portes. Les deux portes en bois sont identiques : seul le saint dans la niche diffère. Elles sont rectangulaires et formées de 4 caissons : un grand à huit côtés, un moyen à cinq côtés juste en dessous et deux petits identiques, à cinq côtés au-dessus. Juste au-dessus de la porte, se trouve une coquille qui elle-même est surmontée d’une niche. Celle-ci est en plein cintre et décorée d’une coquille dans sa partie supérieure. De chaque côté de la niche, il y a des décors végétaux. Une colonne à base carrée en bas-relief est visible sur chacun des côtés de la porte. L’abside est complètement peinte et le sol est en bois.
C’est dans l’abside que se trouve un escalier en bois qui permet d’atteindre le grenier. La porte en bois qui permet d’entrer dans la tour est en plein cintre.

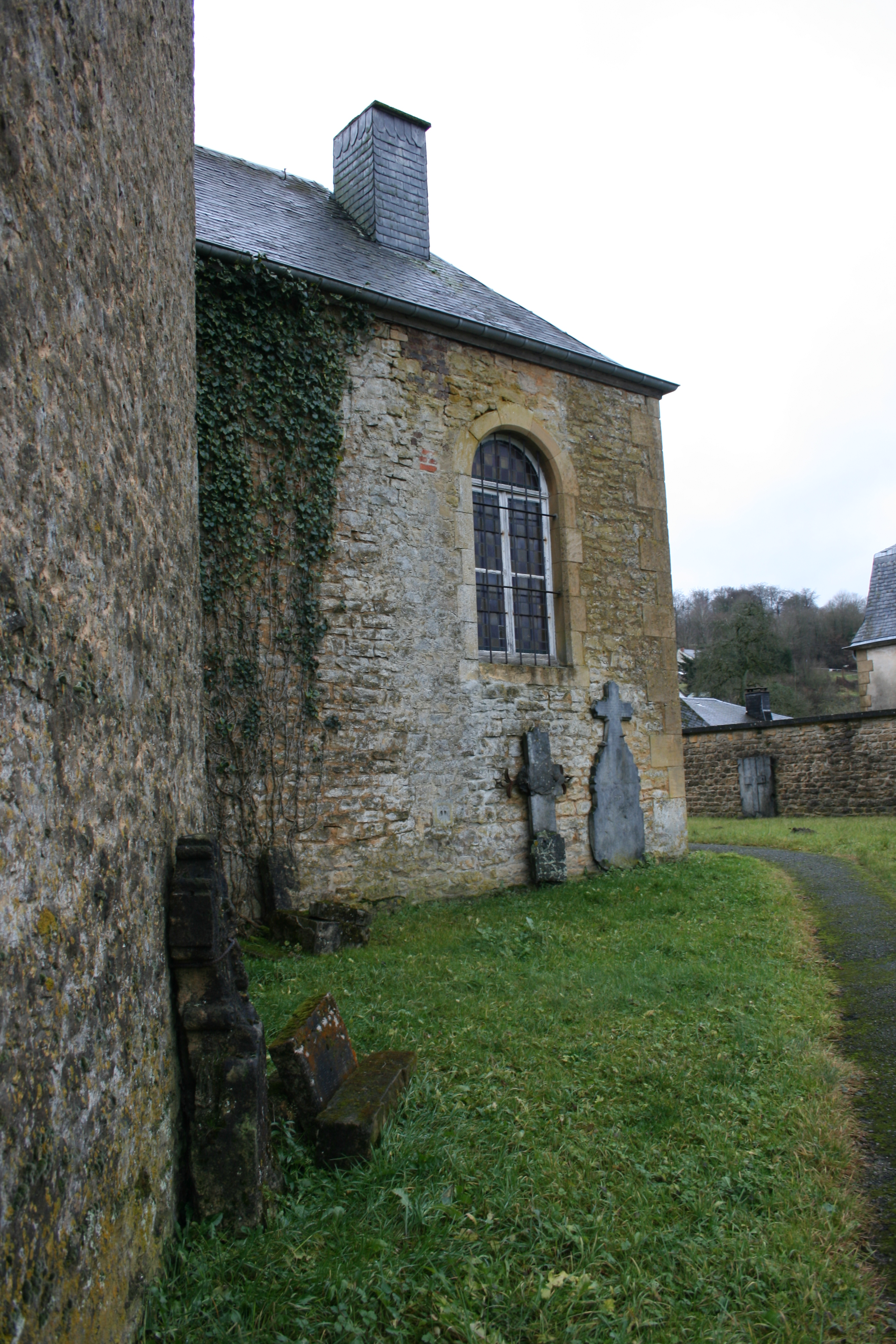
Vue de la façade principale.
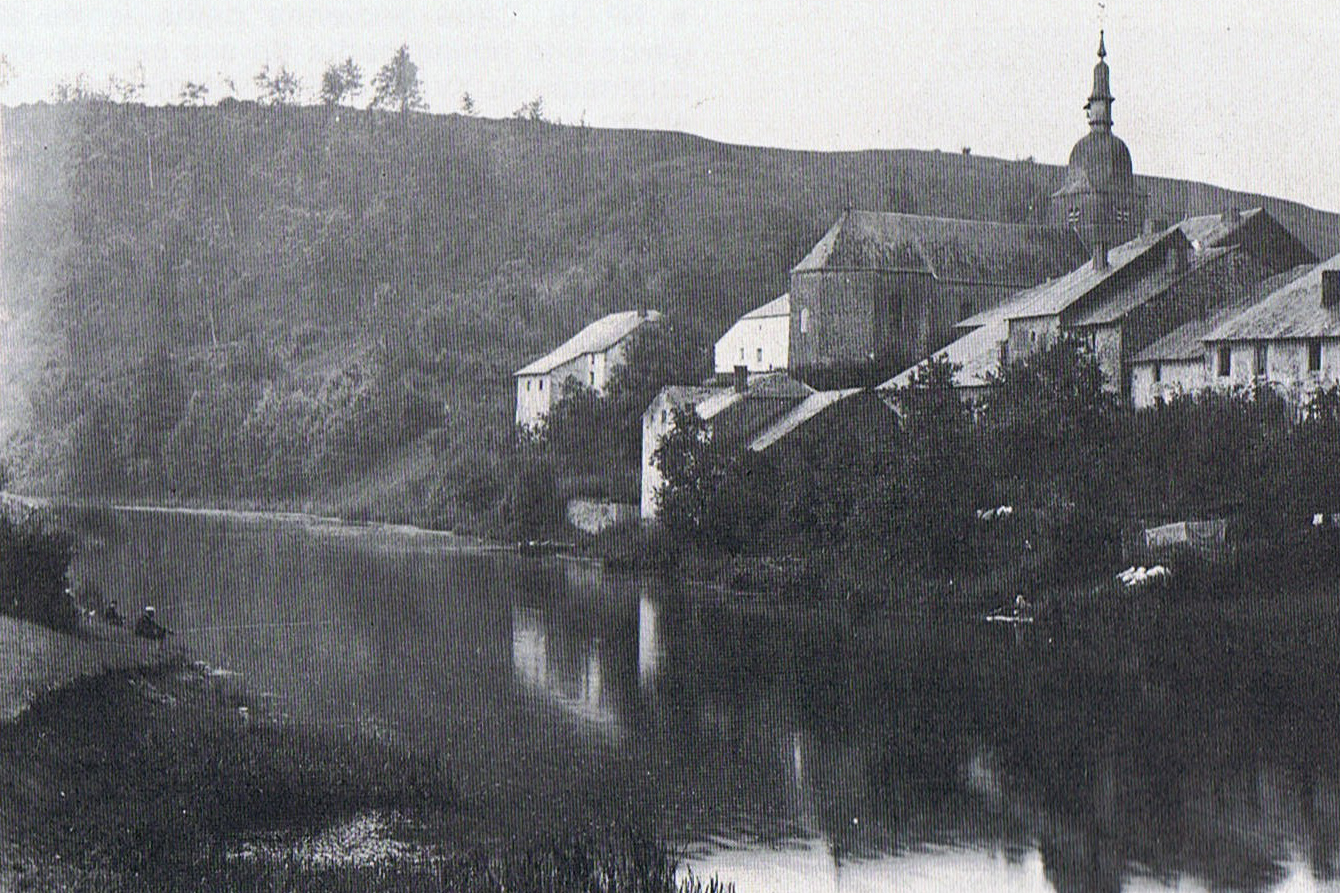
Vue de la façade est.
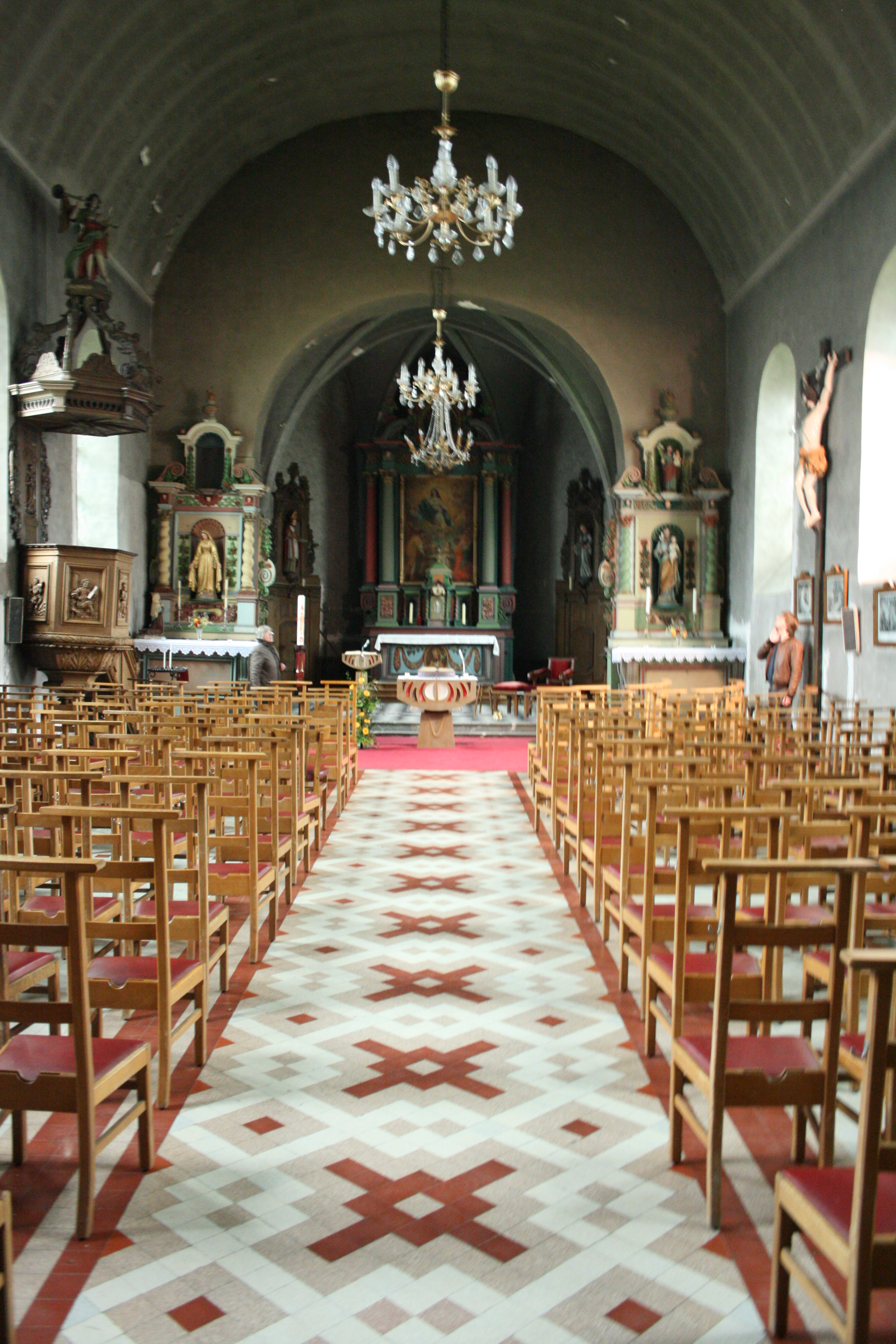
L’intérieur de l’église.

### Mobilier
L'église de Chassepierre comprend une chaire de vérité provenant de l'ancienne abbaye d'Orval.

### Style
Bien que le style de l’église n’ait jamais réellement été étudié, deux auteurs, Massonet et Tandel, s’accordent sur différents points : l’édifice est de style classique, son plan est caractéristique (c’est-à-dire rectangulaire avec une abside hémisphérique). Sa simplicité et sa sobriété sont elles aussi typiques (que ce soit à l’intérieur ou à l’extérieur). Néanmoins, le bâtiment est baroque par certains aspects : son clocher bulbeux est à terminaison baroque et son portail d’entrée qui utilise un vocabulaire architectonique baroque.
De plus, dans l'ouvrage Architecture du XVIIIe siècle en Belgique : baroque tardif, rococo, néo-classicisme, les auteurs expliquent qu’il est caractéristique du classicisme qu’une annexe soit accolée au reste de l’édifice. Le livre Pierres à bâtir traditionnelles de Wallonie publié par le Ministère de la région wallonne explique que les calcaire sableux du Sémurien et les calcaires du Bajocien sont des pierres traditionnellement utilisées dans les constructions gaumaise.

### État de conservation

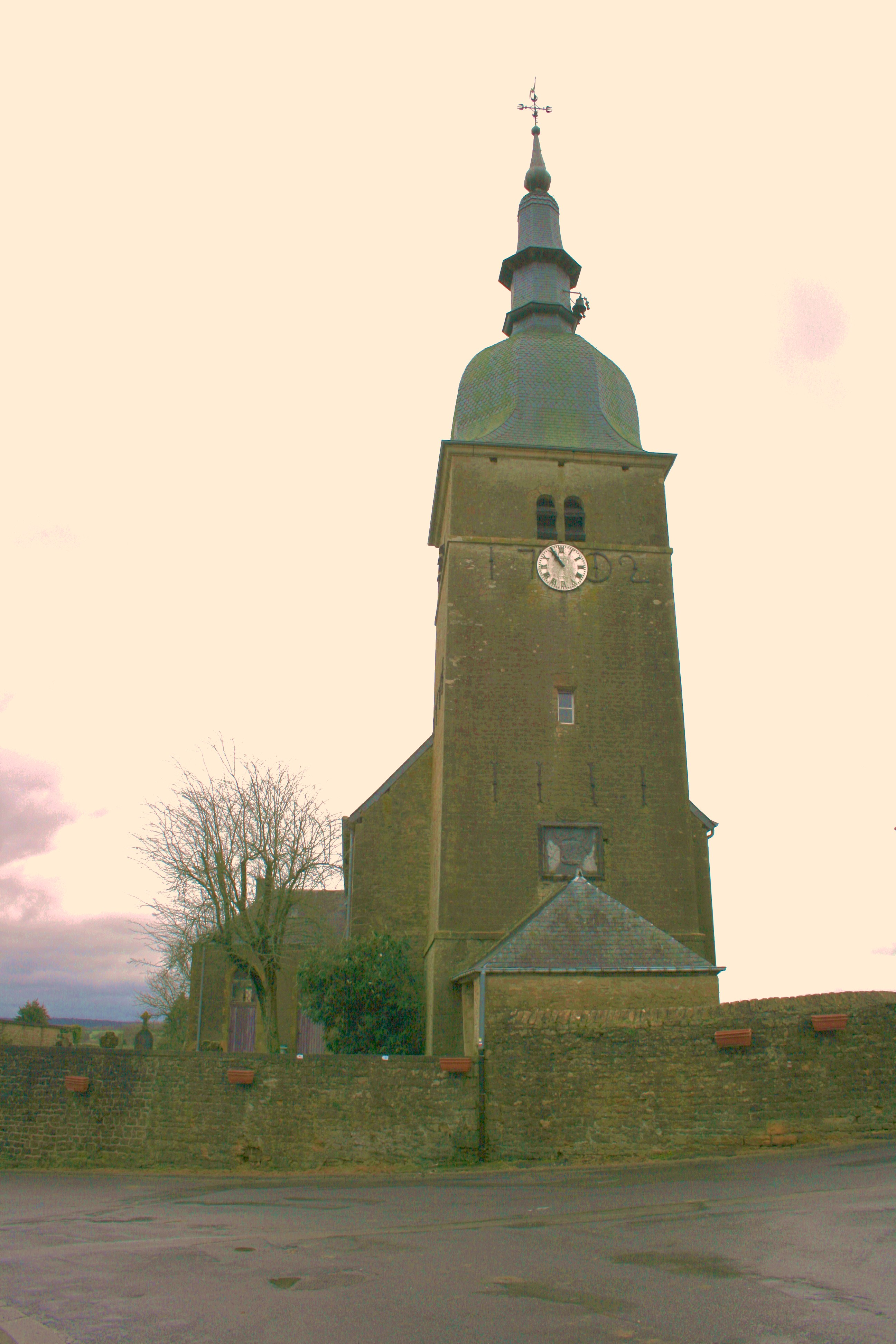
Église Saint-Martin à Chassepierre, avant les restaurations de 2015.

L’état de conservation de l’extérieur de l’église est moyen. En effet, le toit et les façades sont rongés par l’humidité, les ardoises sont couvertes de mousse et une dégradation des pierres ainsi que la présence de champignons sont à observer. De plus, des crevasses sont visibles sur les murs, surtout autour des fenêtres, probablement dues au mouvement du sol et conséquence de la série de galeries qui passent sous l’église et le presbytère. L’église était enduite de crépi afin de protéger la pierre et de mieux isoler le bâtiment. Celui-ci a presque entièrement disparu sauf sur la moitié Ouest du parvis. Sur la façade Est de la sacristie, des briques rouges semblent avoir été ajoutées aux moellons d’origines. Le parvis d’entrée a, quant à lui, été gravé de toute part.
L’intérieur a, lui aussi, souffert de l’humidité. En effet, la peinture s’écaille de toutes parts mais principalement sur le pourtour des fenêtres, près des portes et au niveau des plinthes. La pièce la plus touchée est la tour où le plâtre se détache par endroits. De plus, la couche d’isolant se décolle dans la nef autour de la porte. L’électricité a été entièrement refaite il y a quelques années. Pour cela, les électriciens ont foré dans les murs afin d’y placer des fils et ont ensuite rebouché à l’aide de plâtre ; celui-ci est très visible sur la peinture grise. Ces marques se retrouvent dans toute la nef et le chœur.
Certains carrelages du chœur sont usés à cause du mouvement d’ouverture de la balustrade. Le revêtement présente un trou causé par le loquet de cette même balustrade. D’autres carrelages, dans la nef ou le cœur sont fissurés. Enfin, deux vitraux d’un carreau ont été refixés. Un carreau ayant été cassé lors d’un cambriolage en 2009 et remplacé par une vitre transparente. Le lambris se trouvant dans le chœur est craquelé à plusieurs endroits.
L'église a subi une campagne de restauration, achevée en 2015 et recouvré son apparence d'origine